# AMiBA
L'Array for Microwave Background Anisotropy, abbreviato in AMiBA (nome ufficiale completo: "Yuan-Tseh Lee Array for Microwave Background Anisotropy"), è un radiotelescopio progettato per osservare la radiazione cosmica di fondo (CMB) e l'effetto Sunyaev-Zel'dovich (SZE) negli ammassi di galassie.
Il radiotelescopio è situato sul vulcano Mauna Loa, nelle isole Hawaii, a 3 396 metri di quota.
AMiBA è il frutto della collaborazione tra l'Academia Sinica (cioè l'istituto nazionale di ricerca della Repubblica di Cina di Taiwan), l'Istituto per l'astronomia e l'astrofisica, l'Università Nazionale di Taiwan e l'Australia Telescope National Facility; include inoltre ricercatori di altre università.

## Storia
Dopo i test effettuati nel 2002 su un prototipo di interferometro a 2 elementi, posizionato sul vulcano Mauna Loa, nelle isole Hawaii, l'ottenimento di nuovi fondi permise di installare una piattaforma esapode tra il 2004 e il 2005.
Con il montaggio dei primi 7 elementi dell'interferometro (definito "AMiBA7"), il telescopio vide la prima luce nel settembre 2006 con l'osservazione di Giove. Nell'ottobre 2006 il telescopio è stato dedicato al chimico e premio Nobel taiwanese Yuan Tseh Lee.
Le osservazioni alla lunghezza d'onda di 3 mm (86–102 GHz) sono iniziate nell'ottobre 2006 e nel 2088 è stato annunciato il rilevamento di sei ammassi di galassie attraverso l'effetto Sunyaev-Zeldovich. Nel 2009 il telescopio è stato potenziato portandolo a 13 elementi di 1,2 metri di diametro ("AMiBA13"). Dopo test estensivi e nuove calibrazioni, le osservazioni scientifiche sono riprese nel 2011. Il telescopio ha la possibilità di ulteriore espansione fino a 19 elementi.
Dopo aver completato la campagna di studi sull'effetto Sunyaev-Zel'dovich, il telescopio è stato reindirizzato per studiare l'evoluzione di gas molecolare nel corso della storia dell'universo. Attualmente viene identificato come Yuan-Tseh Lee Array (YTLA).